# Daniel L. Haynes
Pour les articles homonymes, voir Haynes.

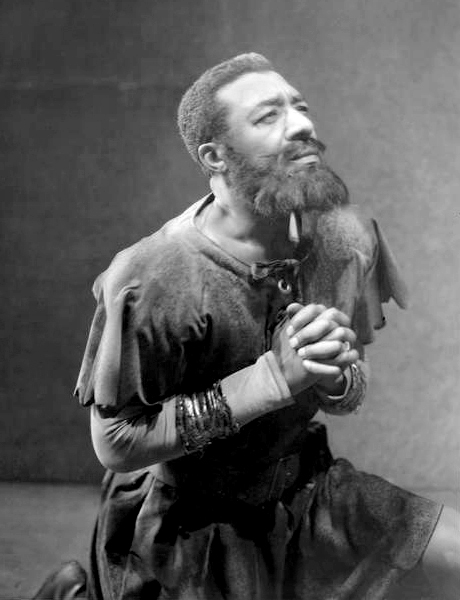
En 1938 à Broadway,
dans Androclès et le Lion

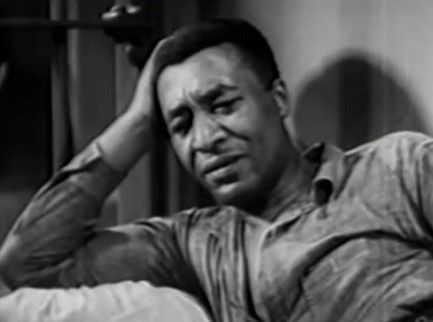
Dans Révolte à Sing Sing (1932)

Daniel Leo Haynes, né le 6 juin 1889 à Atlanta (Géorgie) et mort le 29 juillet 1954 à Kingston (État de New York), est un acteur et chanteur américain, connu comme Daniel L. Haynes (parfois crédité Daniel Haynes).

## Biographie
Au théâtre, Daniel L. Haynes joue notamment à Broadway (New York), où il débute en 1927 dans deux pièces et une revue. Sa troisième pièce est Les Verts Pâturages de Marc Connelly qu'il crée en 1930-1931 puis reprend en 1935 (les deux fois avec Edna Mae Harris). Sa quatrième et dernière pièce à Broadway est Androclès et le Lion (en) de George Bernard Shaw en 1938-1939 (avec Dooley Wilson dans le rôle-titre et Percy Verwayne).
Au cinéma, son premier film (et unique muet) est John Smith (en) de Victor Heerman (1922, avec Eugene O'Brien et Mary Astor). Son deuxième film (et premier parlant) est Hallelujah ! de King Vidor (1929), où il tient le rôle principal aux côtés de Nina Mae McKinney.
Son troisième film est Révolte à Sing Sing de Samuel Bischoff (1932, avec Alan Roscoe et Preston Foster) ; le quatrième, où il retrouve le réalisateur King Vidor, est Roses de sang (So Red the Rose) (1935, avec Margaret Sullavan et Walter Connolly).
Suivent encore cinq autres films américains sortis en 1935 et 1936, le dernier étant Can This Be Dixie? (en) de George Marshall (avec Jane Withers et Slim Summerville), où il tient un petit rôle non crédité de chanteur.
Retiré ensuite de l'écran, Daniel L. Haynes meurt en 1954, à 65 ans.

## Théâtre à Broadway (intégrale)
(pièces, sauf mention contraire)
- 1927 : The Bottom of the Cup de John Tucker Battle et William J. Perlman : Charles Thompson
- 1927 : Earth d'Emjo Basshe : Frère Elijah
- 1927 : Rang Tang, revue, musique de Ford Dabney, lyrics de Jo Trent, sketches de Kaj Gynt
- 1930-1931 (+ reprise en 1935) : Les Verts Pâturages (The Green Pastures) de (et mise en scène par) Marc Connelly, avec musique dirigée par Hall Johnson, décors de Robert Edmond Jones : Adam/Hezdrel[1]
- 1938-1939 : Androclès et le Lion (en) (Androcles and the Lion) de George Bernard Shaw : Ferrovius[2]

## Filmographie complète
- 1922 : John Smith (en) de Victor Heerman : un gangster
- 1929 : Hallelujah ! de King Vidor : Zekial « Zeke » Johnson
- 1932 : Révolte à Sing Sing (The Last Mile) de Samuel Bischoff : Sonny Jackson
- 1935 : Roses de sang (So Red the Rose) de King Vidor : William Veal
- 1935 : Mary Burns, la fugitive (en) (Mary Burns, Fugitive) de William K. Howard : Jeremiah
- 1935 : Escape from Devil's Island (en) d'Albert S. Rogell : Djikki
- 1936 : Le Rayon invisible (The Invisible Ray) de Lambert Hillyer : le chef porteur de Rukh
- 1936 : Furie (Fury) de Fritz Lang : un chauffeur de taxi
- 1936 : Can This Be Dixie? (en) de George Marshall : un chanteur